# Saint-Vitte-sur-Briance
Saint-Vitte-sur-Briance (tiếng Occitan: Sent Vit) là một xã của tỉnh Haute-Vienne, thuộc vùng Nouvelle-Aquitaine, miền trung nước Pháp.